# Jon Arbuckle
Jonathan Q. "Jon" Arbuckle este un personaj fictiv din benzile desenate Garfield, create de Jim Davis. El apare și în seria de televiziune animată Garfield și prietenii și The Garfield Show, în două filme cu combinație de acțiune live/animat și în patru filme complet animate.
Jon este stăpânul lui Garfield, care îl ironizează frecvent, deși Jon nu își dă seama, și al lui Odie. Ca caricaturist, este prezentat în mare parte ca un geek comic și stângaci, care este complet lipsit de conștientizare socială, mai ales când vine vorba de femei.

## Dezvoltare
Personajul Jon Arbuckle a fost imaginat de Jim Davis ca un substitut al autorului și a fost personajul principal al benzii desenate Jon, creată de Davis în 1976 și distribuită local în ziarul din Indiana The Pendleton Times. Jon îl prezenta pe Jon Arbuckle alături de pisica sa, Garfield, și un câine numit „Spot”, care avea să evolueze ulterior în Odie. Davis a decis în cele din urmă să-l înlocuiască pe Jon cu Garfield ca personaj principal, banda desenată redenumită Garfield fiind distribuită național în 1978. Benzile desenate Jon au fost publicate fără mențiuni de copyright, făcându-le, împreună cu personajele prototipale Jon și Garfield, domeniu public conform legii de copyright anterioare anului 1977.
1. ↑  Davis, Jim (6 decembrie 2001). „Garfield by Jim Davis for December 06, 2001 | GoComics.com” (în engleză). GoComics. Accesat în 21 noiembrie 2024.
2. ↑  Boone, Brian (6 mai 2020). „The Bizarre History Of Garfield” (în engleză). Grunge. Accesat în 22 noiembrie 2024.